# Нарва (язовир)
Вижте пояснителната страница за други значения на Нарва.
Нарва (на естонски: Narva veehoidla; на руски: Нарвское водохранилище) е язовир в средното течение на река Нарва и на нейния приток Плюса.
Разположен е на границата между Естония и Русия, като попада в естонската област Ида-Виру и в руската Ленинградска област.
Водосборът на река Нарва е 56 056 км². Дължината на язовира е 25 километра, ширината – 30 м, най-голямата дълбочина е 14,6 метра, а средната е 1,8 м. Площта на водохранилището е 191,4 км², от които над 150 км² принадлежат на Русия и около 40 km² на Естония.
Изграждането на язовира се извършва през 1950 – 1955 г. На територията му попада сградата на ВЕЦ „Нарва“, построена през 1950 – 1956 г., част от която се намира в южната част на руския град Ивановград. При строежа на водноцентралата е използван падът на реката в Нарвските водопади.